# كن خان معصوم (مقاطعة دلفان)
كن خان معصوم (بالفارسية: کن خان معصوم) هي قرية تقع في قسم ميربغ الجنوبي الريفي (مقاطعة دلفان) في إيران. يقدر عدد سكانها بـ 116 نسمة .